# Batalha de Locros (207 a.C.)
A Segunda Batalha de Locros foi travada em 207 a.C. entre as forças militares de Cartago e da República Romana durante a Segunda Guerra Púnica.

## Introdução
Durante a campanha de 209 a.C., os romanos conseguiram conquistar todos os seus objetivos estratégicos, inclusive a expulsão dos cartagineses de Salentino e a recuperação de Taranto, além de acabar com a revolta dos hirpinos e dos demais povos no norte da Apúlia que ainda eram aliados dos cartagineses. O único fracasso foi o avanço a partir da cidade de Régio. A Batalha de Caulônia, apesar de ter sido decisiva para a conquista de Taranto (por ter atraído Aníbal), não conseguiu capturar Caulônia e ainda significou a perda de todo o contingente de mercenários com mais de 8 000 homens. Em 211 a.C., os romanos haviam recuperado na área o controle da cidade de Tísia, mas, no começo do ano seguinte, Aníbal a reconquistou e Régio continuou sendo o único enclave romano em Brúcio. Depois da perda de Taranto, o porto mais importante ainda nas mãos dos cartagineses na Magna Grécia era a cidade de Locros.

## Eventos anteriores
Depois de um sério retrocesso cartaginês em 209 a.C., os romanos determinaram a conquistar a cidade de Locros, o principal porto ainda nas mãos de Aníbal na península Itálica, como principal objetivo da campanha de 208 a.C.. O cônsul Tito Quíncio Capitolino, logo no início de seu mandato, fracassou em uma tentativa de capturar a cidade e desistiu da empreitada, juntando-se ao colega, Marco Cláudio Marcelo perto de Venúsia, na Apúlia, para onde foi seguido por Aníbal. Depois de várias escaramuças sem uma batalha decisiva, os dois cônsules decidiram que um outro contingente deveria tentar novamente capturar a cidade.
O exército de Quinto Cláudio, recém-eleito pretor de Taranto, deveria enviar uma parte de seus efetivos baseados em Salentino, por terra, para atacar a cidade enquanto o pretor da Sicília, Lúcio Cíncio Alimento, atacaria, com armas de cerco e artilharia. Ao saber disto, Aníbal conseguiu emboscar este exército na Batalha de Petélia, provocando pesadas baixas e obrigando os sobreviventes a voltarem para Taranto.

## Batalha
Porém, os dois cônsules persistiram na intenção de capturar Locros e ordenaram que Cíncio Alimento trouxesse suas tropas da Sicília. Ele atacou a cidade com armas de cerco e atacou a muralha com artilharia. Depois da emboscada de Venúsia, na qual Cláudio Marcelo foi morto e Capitolino foi ferido mortalmente, e do fracasso da conquista de Salápia através de um ardil, Aníbal correu para Brúcio para liberar Locros. O comandante local, Magão, coordenado com o regresso de Aníbal da Apúlia, conseguiu pôr em fuga aos romanos, que abandonaram suas máquinas de cerco e embarcaram precipitadamente ao verem a chegada dos cavaleiros cartagineses.
Locros seria finalmente conquistada pelos romanos em 205 a.C..